# Álex Serrano
Alejandro 'Álex' Serrano García (Barcelona, 6 februari 1995) – alias Álex Serrano – is een Spaans voetballer die bij voorkeur als offensieve middenvelder speelt. Hij stroomde in 2011 door uit de jeugd van Sporting Gijón.

## Clubcarrière
Álex Serrano komt uit de jeugdacademie van Sporting Gijón. In augustus 2013 werd hij bij het eerste elftal gehaald, dat uitkomt in de Segunda División. Hij debuteerde voor Sporting Gijón op 12 januari 2014 tegen CD Tenerife. Hij mocht in de basiself starten en werd na 55 minuten vervangen door Carlos Carmona.

## Interlandcarrière
Álex Serrano kwam uit voor diverse Spaanse nationale jeugdelftallen. Hij debuteerde in 2013 in Spanje –19.